# Američki srebrnasti galeb
Američki srebrnasti galeb (Larus smithsonianus; sin. Larus argentatus smithsonianus) veliki je galeb koji se razmnožava u Sjevernoj Americi, gdje ga Američki ornitološki savez tretira kao podvrstu srebrnastog galeba (L. argentatus).
Odrasli su bijeli sa sivim leđima i krilima, crnim vrhovima krila s bijelim mrljama i ružičastim nogama. Spolno nezrele ptice su sivosmeđe i tamnije su i ujednačenije od srebrnastih galeba, s tamnijim repom.
Javlja se na raznim staništima, uključujući obale, jezera, rijeke i odlagališta otpada. Njegova raznovrsna prehrana uključuje bezkralješnjake, ribu i mnoge druge hrame. Obično se gnijezdi u blizini vode, polažući oko tri jaja u zemlju. 

## Taksonomija
Ovog je galeba prvi put kao novu vrstu opisao Elliott Coues, 1862. godine, na temelju niza primjeraka iz Smithsonian Institution. Kasnije je prekvalificiran u podvrstu srebrnastog galeba (Larus argentatus. Latinsko ime vrste smithsonianus referenca je na engleskog kemičara Jamesa Smithsona čija je ostavština od 100.000 funti omogućila osnivanje institucije koja nosi njegovo ime.
Taksonomija skupine srebrnastih galeba vrlo je komplicirana i još uvijek je kontroverzna i nejasna. Prema studiji iz 2002., američki srebrnasti galeb nije usko povezan s europskim srebrnastim galebom, već pripada odvojenoj kladi galebova. Nekoliko znanstvenih autoriteta poput Udruženja odbora europskih rijetkosti i Saveza britanskih ornitologa danas je priznaju kao zasebnu vrstu. BOU također smatra Istočnosibirskog galeba (Larus vegae) iz sjeveroistočne Azije podvrstom ove vrste. Američki ornitološki savez ne priznaje odvajanje u zasebnu vrstu i nastavlja tretirati američkog srebrnastog galeba kao podvrstu Larus argentatus.

## Opis
Ovo je teški i veliki galeb s dugačkim i jakim kljunom, punim prsima i kosim čelom. Mužjaci su dugi 60 do 66 cm i teže 1050 do 1650 grama, a ženke su duge 53 do 62 cm i teške 600 do 900 grama. Raspon krila im je 120 do 155 cm.
Spolno zrele odrasle ptice imaju bijelu glavu, stražnjicu, rep i trbuh, te svijetlosiva leđa i gornja krila. Vrhovi krila su crni s bijelim mrljama poznatim kao "zrcala", a zadnji rub krila je bijel. Podkrilo je sivkasto s tamnim vrhovima na vanjskom primarnom perju. Noge i stopala su obično ružičaste boje, ali mogu imati plavkastu nijansu ili povremeno biti žute boje. Kljun je žut s crvenom mrljom na donjoj čeljusti. Oko je svijetlo, blijedo do srednje žuto, sa žutim ili narančastim prstenom. Zimi su glava i vrat prošarani smeđom bojom.
Mladim pticama trebaju četiri godine da dobiju potpuno odraslo perje. Za to vrijeme, perje im prolazi kroz nekoliko faza i mogu biti vrlo promjenjivog izgleda. Ptice su tijekom prve zime sivosmeđe s tamnim repom, smeđom stražnjicom s tamnim prugama, tamnim vanjskim primarnim perjem i blijedim unutarnjim primarnim perjem, tamnim očima i tamnim kljunom koji obično zimi razvija bljeđu bazu. Glava je često bljeđa od tijela. Ptice tijekom druge zime obično imaju blijedo oko, blijeđi kljun s crnim vrhom, blijedu glavu, te počinju dobivatii sivo perje na leđima. Ptice tijekom treće zime bliže su odraslima, ali još uvijek imaju malo crne boje na kljunu i smeđu boju na tijelu i krilima, a na repu imaju crnu traku.

### Glasanje
Ovaj galeb nema svoj pijev, ali ima razne krikove i pozive. "Dugi poziv" je niz bilješki tijekom kojih se glava spušta, a zatim podiže. "Zov gušenja" ispušta se za vrijeme udvaranja ili teritorijalnih sporova. Mladunci ispuštaju jake tužne krikove kako bi kod roditelja izazvali poriv za hranjenjem, a mogu ispuštati i klikćući poziv u pomoć kada roditelj iznenada odleti. 

### Slične vrste
Odrasli srebrnasti galebi vrlo su slični Larus smithsonianus, ali oni podvrste L. a. argenteus manje su od mnogih američkih galebova dok je sjeverna podvrsta L. a. argentatus obično tamno sivih leđa. Europske ptice nemaju duge sive jezike na 6., 7. i 8. primarnom peru i pune crne oznake na 5. i 6. primarnom peru koje imaju američki srebrnasti galebovi. Srebrnasti galebi prve zime imaju više karirana leđa, prugastiji trbuh i blijeđu stražnjicu.

## Rasprostranjenost i stanište
Područje razmnožavanja proteže se sjevernim dijelom Sjeverne Amerike od središnje i južne Aljaske do Velikih jezera i sjeveroistočne obale SAD-a od Mainea do Sjeverne Karoline. Gnijezdi se u većini Kanade, osim jugozapadne i arktičke regije.
Ove su ptice prisutne tijekom cijele godine na južnoj Aljaski, Velikim jezerima i sjeveroistoku SAD-a, ali većina ptica prezimljuje južno od područja gniježđenja sve do Meksika, a mali broj odlazi na Havaje, u Srednju Ameriku i na Malim Antilima. Skitnice stižu do Kolumbije i Venezuele, a postoji izvještaj iz Ekvadora i jednog iz Perua. Prvi europski zapis zabilježen je kod ptice prstenovane u New Brunswicku koja je ulovljena na brodu u španjolskim vodama 1937. godine, a postoji i niz dodatnih zapisa iz zapadne Europe od 1990. godine. Prvi britanski zapis potječe iz 1994., a ptica je bila pronađena u Cheshiru.
Obično se gnijezdi u kolonijama u blizini vode na obalama, otocima i liticama. Gnijezdi se i na krovovima u nekim gradovima. Hrani se na moru i na plažama, muljevinama, jezerima, rijekama, poljima i odlagalištima otpada.

## Ponašanje

### Hranjenje
Ima raznoliku prehranu, uključujući morske beskralješnjake kao što su dagnje, rakovi, ježince i lignje; ribe kao što su kapelan, alevifa i Smelt; kukce; i druge ptice, uključujući njihove piliće i jaja. Često se hrani strvinama i ljudskim otpadom. Hranu čupan s površine obale ili mora ili je hvata umakanjem pod vodu ili plitkim zaronima. Također se hrane školjkama i dagnjama tako što ih spuste s visine na tvrde površine kao što su ceste ili kamenje da razbiju ljuske. Nejasno je je li ovo ponašanje naučeno ili je urođeno, a znanstvenici misle da je naučeno.

### Razmnožavanje
Parovi se formiraju u ožujku ili travnju. Gnijezdo je iskop u tlu obložen vegetacijom poput trave, morskih algi i perja. Obično se tri jaja polažu u razdoblju od četiri do šest dana. Jaja su duga 72 cm, promjenjive su boje sa smeđim oznakama na blijedoplavoj, maslinastoj ili podlozi boje cimeta. Jaja se inkubiraju 30–32 dana, počevši od polaganja drugog jajeta. Mlade ptice opernate nakon 6-7 tjedana, te se hrane se u i oko gnijezda još nekoliko tjedana. O njima se i dalje brinu roditelji dok ne napune oko 6 mjeseci. Oba su roditelja uključena u izgradnju gnijezda, inkubaciju jaja i hranjenje mladih. Primijećeno je da neki parovi održavaju blisku vezu, budno pazeći jedno na drugo tijekom cijele godine. Ostali galebovi pokazuju veću neovisnost, ali mogu odabrati istog partnera svakog proljeća.

## Status
Vrsta je postala prilično rijetka tijekom 19. stoljeća kada su je lovili zbog jaja i perja. Od tridesetih do šezdesetih godina prošlog stoljeća brzo se povećavao zbog zaštite od lova, povećanog otpada iz ribarstva kojim se hrani i manje konkurencije za male ribe i beskralješnjake jer su ljudi smanjivali populacije velikih riba, kitova i perajara (tuljana). Bio je jedan od mnogih na koje je utjecala velika upotreba DDT-a, a bio je i cilj studije koja je prvi put povezala DDT s razrjeđivanjem ljuske jajeta. Rast populacije usporavao se tijekom 1970-ih i 80-ih, a danas vjerojatno opada u nekim područjima.

## Vanjske poveznice
|  | Zajednički poslužitelj ima još gradiva o temi Larus smithsonianus |
|  | Wikivrste imaju podatke o taksonu Larus smithsonianus             |

- Gull Identification Website: Herring Gull (smithsonianus)
- Martin Reid's Gull Website: American Herring Gull photos